# Dragović
Dragović falu Horvátországban Pozsega-Szlavónia megyében. Közigazgatásilag Pakráchoz tartozik.

## Fekvése
Pozsegától légvonalban 34, közúton 41 km-re északnyugatra, községközpontjától légvonalban és közúton 7 km-re északkeletre, Nyugat-Szlavóniában, a Pakra jobb partján, a Pakrácot Pozsegával összekötő 38-as számú főút mentén fekszik.

## Története
A mai Dragović falu a középkorban ahhoz a nagy területű birtokhoz tartozott, amelyet II. András király 1210-ben a templomos lovagrendnek adományozott. Valószínűleg ők építették a falu és a Pakrácról Pozsegára vezető főút felett a Psunj-hegység egyik északi nyúlványán állt Csáktornya várát. A vár a középkorban stratégiailag fontos helyen állt, mivel a Pozsegáról és Kamengradról Pakrácra vezető utat ellenőrizte. A templomosok után a johannita lovagrend vránai perjelségének birtoka volt. 1476-ban „Csáktornya” néven említik, majd a későbbiekben Csakovec néven is feltűnik. A vár alatt a 15. században suburbiumként mezőváros fejlődött ki jelentős kézművességgel és kereskedelemmel. Ennek a temploma lehetett a falu 45. házszám alatti portájának gyümölcsösében található rom, melyet a szakemberek középkori gótikus templomként azonosítottak. A vár és a város 1518-ban még a johannitáké, majd 1523-ig Keglevich Péter birtoka volt. Ezután Tahy Ferencé volt, de 1544-ben megszállta a török. A török uralom alatt a város elveszítette korábbi jelentőségét, de a vár egy aga irányítása alatt továbbra is jelentős katonai objektum maradt. A vár agái hírhedtek voltak erőszakosságukról és a környező népesség sanyargatásáról. Közülük is különösen kegyetlen volt Rusztan aga, akinek nevéhez sok gaztett fűződött. Őt 1596-ban egy Fejérkő vára mellett vívott csatában ölte meg a horvát nemzeti hős Franjo Ilinić. Véglegesen 1691 októberében Charles Eugène de Croÿ császári tábornok szabadította fel a török uralom alól.
A 17. század végétől a török kiűzése után a területre folyamatosan telepítették be a keresztény lakosságot. Ide Boszniából pravoszláv vlachok érkeztek. Az első katonai felmérés térképén „Dorf Dragovich” néven találjuk. Lipszky János 1808-ban Budán kiadott repertóriumában „Dragovich” néven szerepel. Nagy Lajos 1829-ben kiadott művében „Dragovich” néven összesen 39 házzal, 294 ortodox vallású lakossal találjuk. A településnek 1857-ben 225, 1910-ben 544 lakosa volt. 1910-ben a népszámlálás adatai szerint lakosságának 70%-a szerb, 24%-a horvát anyanyelvű volt. Pozsega vármegye Pakráci járásának része volt. Az első világháború után 1918-ban az új szerb-horvát-szlovén állam, majd később (1929-ben) Jugoszlávia része lett. 1991-ben lakosságának 90%-a szerb nemzetiségű volt. A délszláv háború idején kezdettől fogva szerb ellenőrzés alatt volt. 1991. december 24-én az Orkan ’91 hadművelet második szakaszában foglalta vissza a horvát hadsereg 127. verőcei dandárja. 2011-ben 64 lakosa volt.

## Lakossága
| Lakosság változása | Lakosság változása | Lakosság változása | Lakosság változása | Lakosság változása | Lakosság változása | Lakosság változása | Lakosság változása | Lakosság változása | Lakosság változása | Lakosság változása | Lakosság változása | Lakosság változása | Lakosság változása | Lakosság változása | Lakosság változása |
| ------------------ | ------------------ | ------------------ | ------------------ | ------------------ | ------------------ | ------------------ | ------------------ | ------------------ | ------------------ | ------------------ | ------------------ | ------------------ | ------------------ | ------------------ | ------------------ |
| 1857               | 1869               | 1880               | 1890               | 1900               | 1910               | 1921               | 1931               | 1948               | 1953               | 1961               | 1971               | 1981               | 1991               | 2001               | 2011               |
| 225                | 285                | 271                | 331                | 468                | 544                | 531                | 591                | 229                | 295                | 330                | 326                | 296                | 284                | 65                 | 64                 |

## Nevezetességei
- A faluban a 45. szám alatti házhoz tartozó gyümölcsösben titokzatos romok láthatók, melyek már a 19. században is feltűntek a szakembereknek. Gjuro Szabo leírja, hogy a hagyomány a romokat török kori pravoszláv templomnak tartja, de már ő is középkori templomról beszél. A gyümölcsösben található egy méter vastag falak három oldalról zárnak körül egy térséget, az egykori templomhajót. A romok hosszúsága 14 méter szélességük 10,5 méter. A bejárati rész az egykori homlokzattal a nyugati oldalon található, míg a keleti rész teljesen leomlott, mára már alig kivehető az egykori félköríves apszis. A homlokzat tetején egykor rózsaablak volt, melyet E. Kramberger 1876-ban még lerajzolt. Szabo 1913-ban a boltozat kőbordájának egyik darabját rajzolta le. Mára mindkét kőemlék elveszett, de a rajzok koragótikus templomra utalnak. Zorislav Horvat a templom építését a 13. századra tette, de lehetségesnek tartotta, hogy az építés még a 14. század elején is tartott. A részleteket csak egy régészeti feltárás tisztázhatná, amely azonban még nem történt meg.[6]
- Szent Száva tiszteletére szentelt pravoszláv parochiális temploma 1940-ben épült. A főút északi oldalán álló épület a délszláv háború idején őrtoronyként szolgált és kisebb sérülések érték. Egyhajós épület keletre néző, félköríves szentéllyel, a nyugati homlokzat előtt álló harangtoronnyal, melyet piramis alakú toronysisakkal fedtek. A hajó oldalain két-két, a torony felső részén négy hosszúkás, félköríves ablak látható. A bejárat a torony alsó részén nyílik, felette körablak található. A templomot téglából építették, de nem vakolták be.
- A falu határában a Psunj-hegység egyik északi magaslatán találhatók Csáktornya (Čaklovac) várának maradványai.[7] A vár központi részét egy öt emelet magasságú, kívül ötszög, belül négyszög alaprajzú lakótorony alkotta. Gjuro Szabo idejében 1920 előtt még a torony fele állt. Még látta egy kandalló maradványait, valamint több gótikus faragványt is. A torony sarkait különlegesen faragott kövekkel erősítették meg. Szabo a torony korát a 13. századra tette. 1971-ben Zorislav Horvat építész itt jártakor lerajzolt néhány gótikus töredéket, a vár korát pedig a 14. századra tette azzal, hogy vannak román stílusú részletei is. Ma a toronynak romjai és egy zárt udvart övező falak maradványai láthatók. A várat délkeleti irányból sánc és védőfal oltalmazta. Régészeti feltárása még nem történt meg.